# Chloe McConville
Chloe McConville (Myrtleford (Vitória), 1 de outubro de 1987) é uma ciclista profissional e ex-esquiadora australiana. Ainda que com apenas 15 anos foi Campeã da Austrália de ciclismo de montanha dedicou-se maioritariamente ao esqui com bons postos nesse desporto -11 podiums em corridas oficiais-, inclusive foi a um Mundial de categoria juvenil em 2006 e à Universiada de 2007 ainda que nelas não destacou. Em 2008 e sobretudo em 2009 regressou ao ciclismo, onde progressivamente tem ido acumulando também bons resultados, até que em 2012 abandonou definitivamente o esqui.
Depois de acumular várias vitórias em corridas ciclistas amadoras de Austrália e ser 2.ª no Campeonato da Austrália Perseguição por Equipas 2009 (de ciclismo em pista) e 3.ª no Campeonato Oceânico em Estrada 2011, em 2012 conseguiu entrar na Selecção da Austrália podendo participar em corridas internacionais. Devido a sua boa trajectória e resultados -sem nenhuma vitória mas com vários top-10 em corridas profissionais- em 2015, com 27 anos, alinhou pelo Orica-AIS, a equipa profissional de seu país. Nesse mesmo ano de sua estreia correu o Giro d'Italia Feminino abandonando em 6.ª etapa.

## Palmarés
2003 (como amador)
- Campeonato da Austrália de Ciclismo de Montanha

2009 (como amador)
- - 2.ª no Campeonato da Austrália Perseguição por Equipas (fazendo equipa com Helen Kelly e Nicole Whitburn)

2011 (como amador)
- - 3.ª no Campeonato Oceânico em Estrada

## Resultados em Grandes Voltas e Campeonatos do Mundo
Durante sua corrida desportiva tem conseguido os seguintes postos nas Grandes Voltas femininas e nos Campeonatos do Mundo em estrada:
| Corrida            | 2015 | 2016 |
| ------------------ | ---- | ---- |
| Giro d'Italia      | Ab.  |      |
| Tour de l'Aude     | X    | X    |
| Grande Boucle      | X    | X    |
| Mundial em Estrada | -    |      |

-: não participa

Ab.: abandono

X: edições não celebradas

## Equipas
- Selecção da Austrália (amador) (2012-2014)
- Orica-AIS (2015-2016)